# Chuck Palahniuk
Charles Michael "Chuck" Palahniuk (IPA: [ˡpɑlənɪk]) (Pasco, Washington, 21 februari 1962) is een Amerikaans satirisch romanschrijver en freelance journalist van Oekraïense afkomst. Hij is vooral bekend door zijn roman Fight Club, die later verfilmd werd door regisseur David Fincher.

### Fictie
- Fight Club (1996)
- Survivor (1999)
- Invisible Monsters (1999)
- Choke (2001)
- Lullaby (2002)
- Diary (2003)
- Haunted (2005)
- Rant (2007)
- Snuff (2008)
- Pygmy (2009)
- Tell All (2010)
- Damned (2011)
- Doomed (2013)

### Non-fictie
- Fugitives and Refugees: A Walk in Portland, Oregon (2003)
- Stranger Than Fiction: True Stories (2004)